# 武定邦
武定邦（16世紀—17世紀），字鳳池，北直隸廣平府永年縣人，明朝政治人物。

## 生平
武定邦是萬曆四年（1576年）丙子科順天鄉試第九十六名舉人，任濟源知縣，有治績，陞南康同知，府內多盜賊，他四周巡視，創立亭柵哨軍，嚴厲守衛，賊人無處容身，地方因此安寧，因父母去世回鄉，不久去世。

## 引用
1. 1 2  光緒《永年縣志·卷二十八·人物傳》：武定邦，字鳳池，萬厯四年舉人，仼濟源知縣，有治績，陞南康府同知，郡多盜，定邦厯險周巡，創立亭柵哨軍得所據，警守嚴盜無所容，郡以無事，丁艱歸卒。